# Ueno Tōshō-gū
Ueno Tōshō-gū, en japonais : 上野東照宮, est un sanctuaire shinto Tōshō-gū situé dans le quartier Taitō de Tokyo, au Japon.
D'abord établi en 1627 par Tōdō Takatora et rénové en 1651 par Tokugawa Iemitsu, le sanctuaire est resté pour l'essentiel intact depuis cette époque, ce qui en fait un grand exemple de l'architecture shinto de l'époque d'Edo. Plusieurs de ces structures survivantes ont été désignées biens culturels importants.
Les sanctuaires Tōshō-gū se caractérisent par la consécration de Tokugawa Ieyasu avec le nom de Tōshō Daigongen (東照大権現). L'Ueno Tōshō-gū consacre également deux autres shōguns Tokugawa, Tokugawa Yoshimune et Tokugawa Yoshinobu.
Situé à l'intérieur du parc d'Ueno, l'Ueno Tōshō-gū est devenu une attraction populaire,.

## Histoire
L'Ueno Tōshō-gū aurait été construit en 1627, par Tōdō Takatora. On sait qu'en 1627, il a été dédié à la mémoire de Tokugawa Ieyasu (1542-1616), le fondateur et premier shogun du shogunat Tokugawa du Japon, qui a effectivement gouverné le Japon depuis la bataille de Sekigahara, en 1600, jusqu'à la restauration de Meiji, en 1868.
En 1651, le honden du sanctuaire est reconstruit dans le style gongen-zukuri par Tokugawa Iemitsu (1604-1651), petit-fils de Ieyasu et troisième shōgun Tokugawa.
Jusqu'en 1868, le sanctuaire faisait partie du temple bouddhiste Tendai Kan'ei-ji.
Contrairement à de nombreux bâtiments des environs, l'Ueno Tōshō-gū est resté intact à travers les nombreux tremblements de terre, incendies et guerres, notamment la bataille d'Ueno, en 1868, et le grand tremblement de terre du Kantō, en 1923,.
Tokugawa Yoshimune (1684-1751) et Tokugawa Yoshinobu (1837-1913) sont également consacrés à l'Ueno Tōshō-gū.

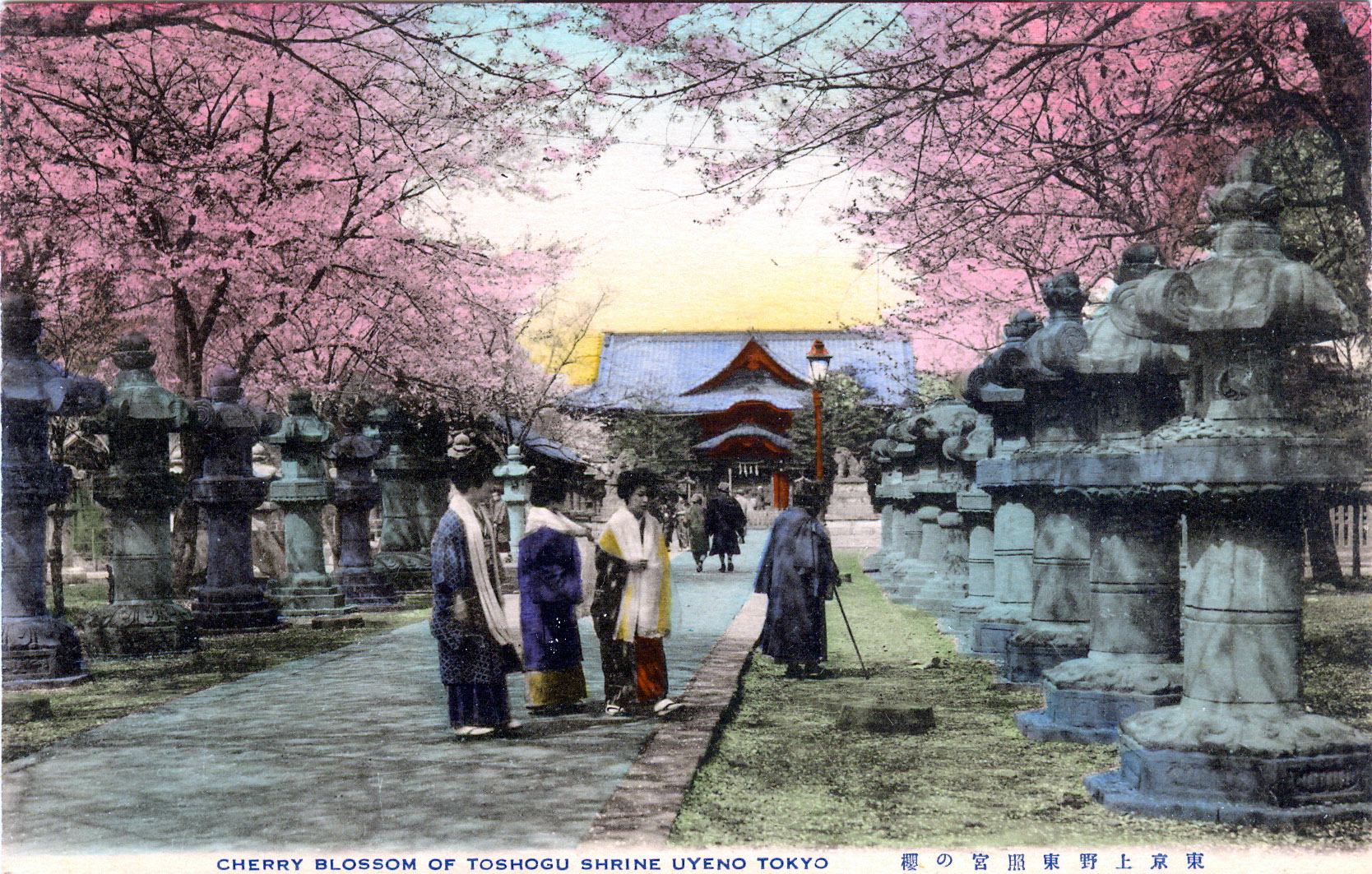
Ueno Tōshō-gū, vers 1920.
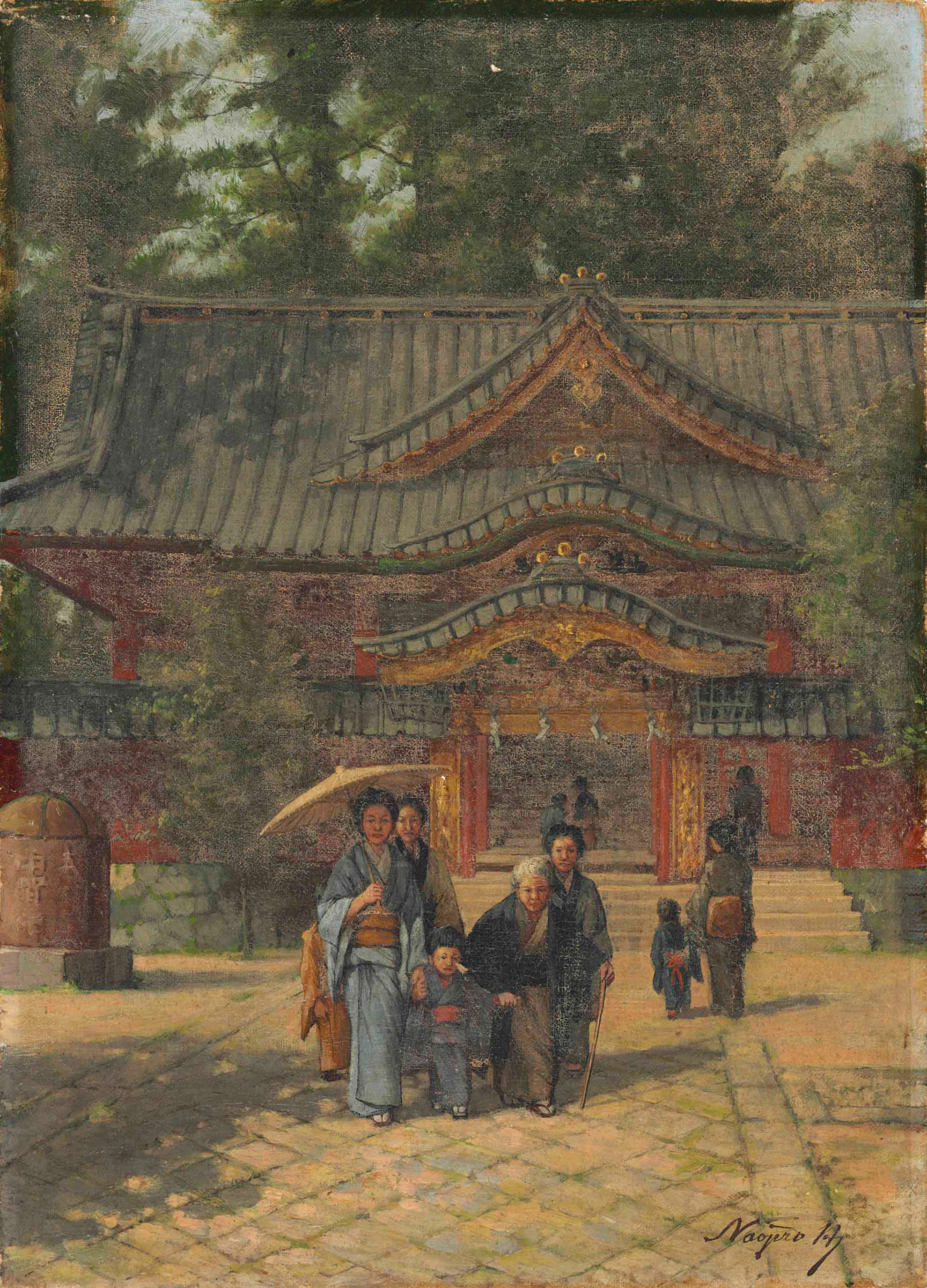
Une visite au sanctuaire Tōshō-gū d'Ueno de Harada Naojirō.

## Architecture

### Karamon
Un karamon (en japonais : 唐門, en français : porte chinoise) est un type de mon de l'architecture japonaise caractérisé par l'utilisation du karahafu (唐破風), un type de pignon incurvé au style propre au Japon.
Le karamon d'Ueno Tōshō-gū a été construit en 1651 et il est désigné comme un bien culturel important.

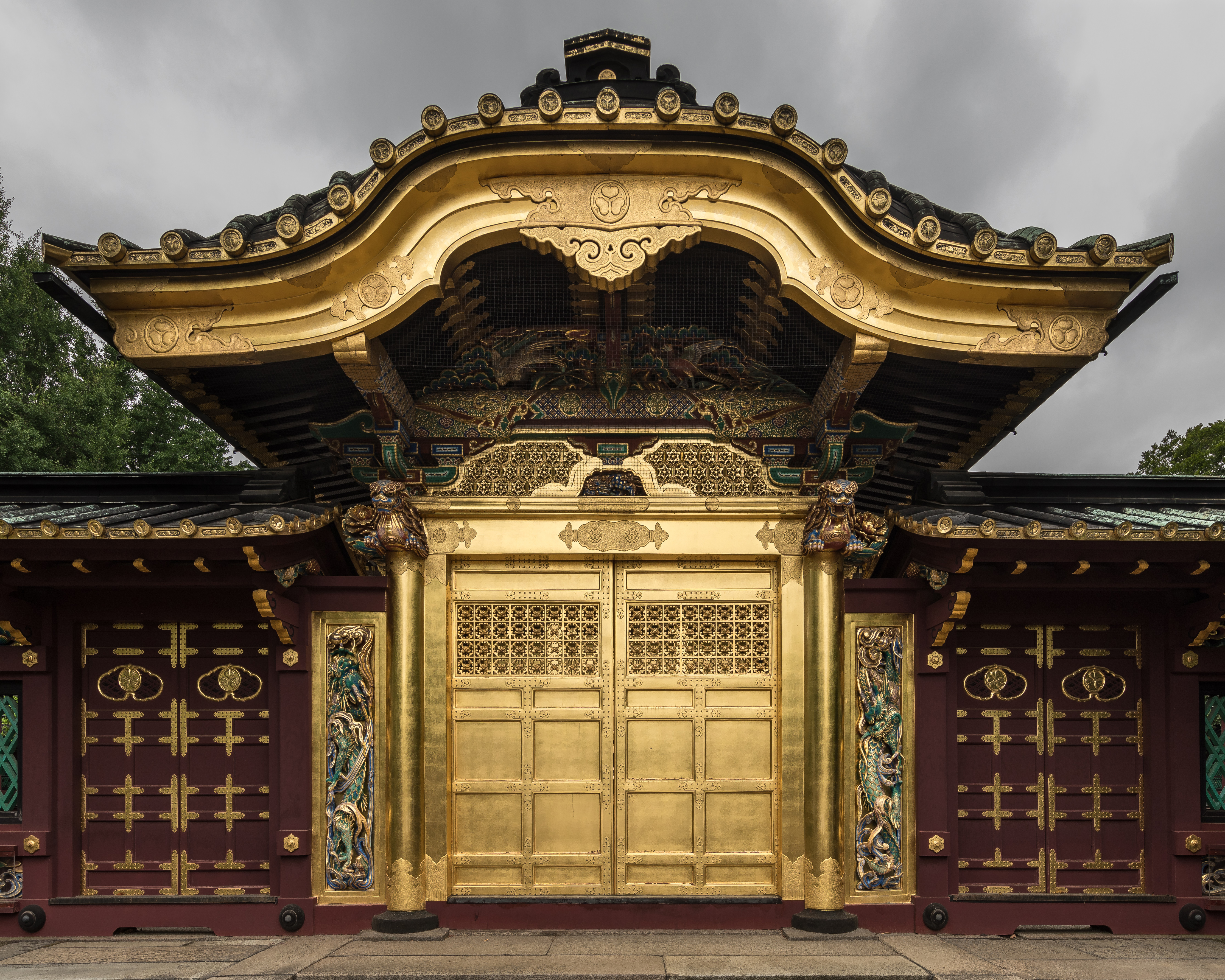
Face avant du karamon.
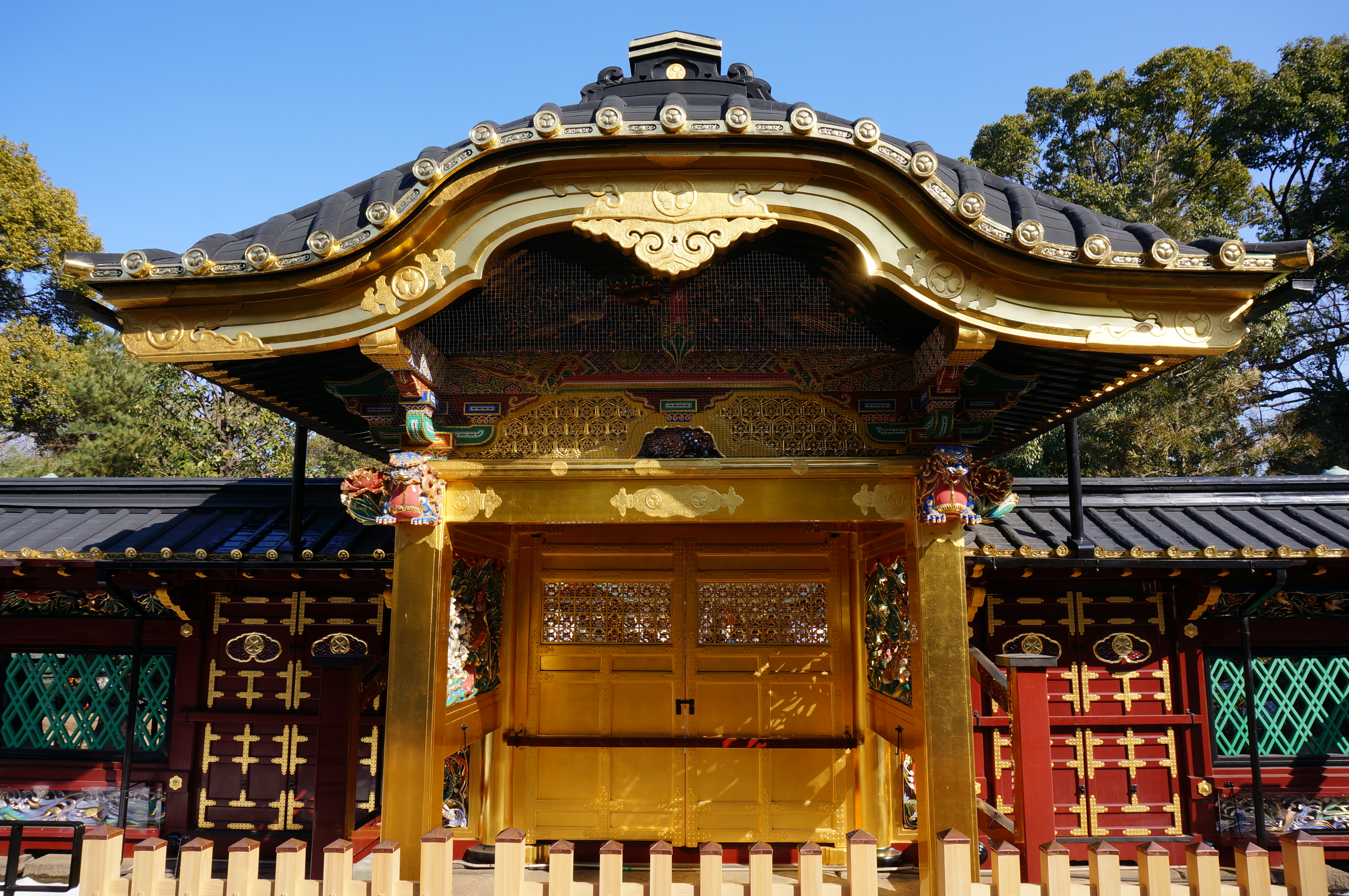
Face arrière du karamon.
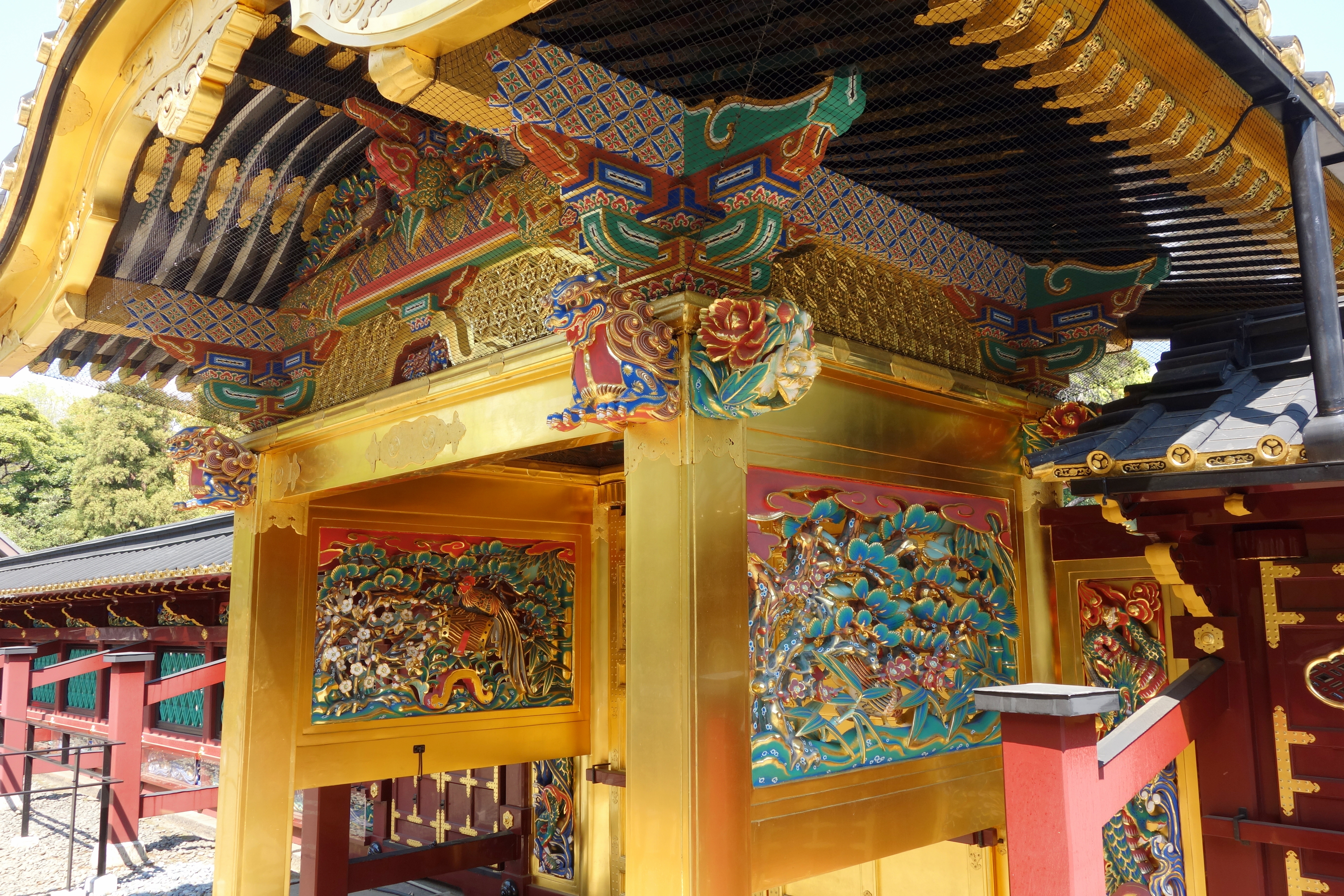
Détail de la face arrière du karamon.
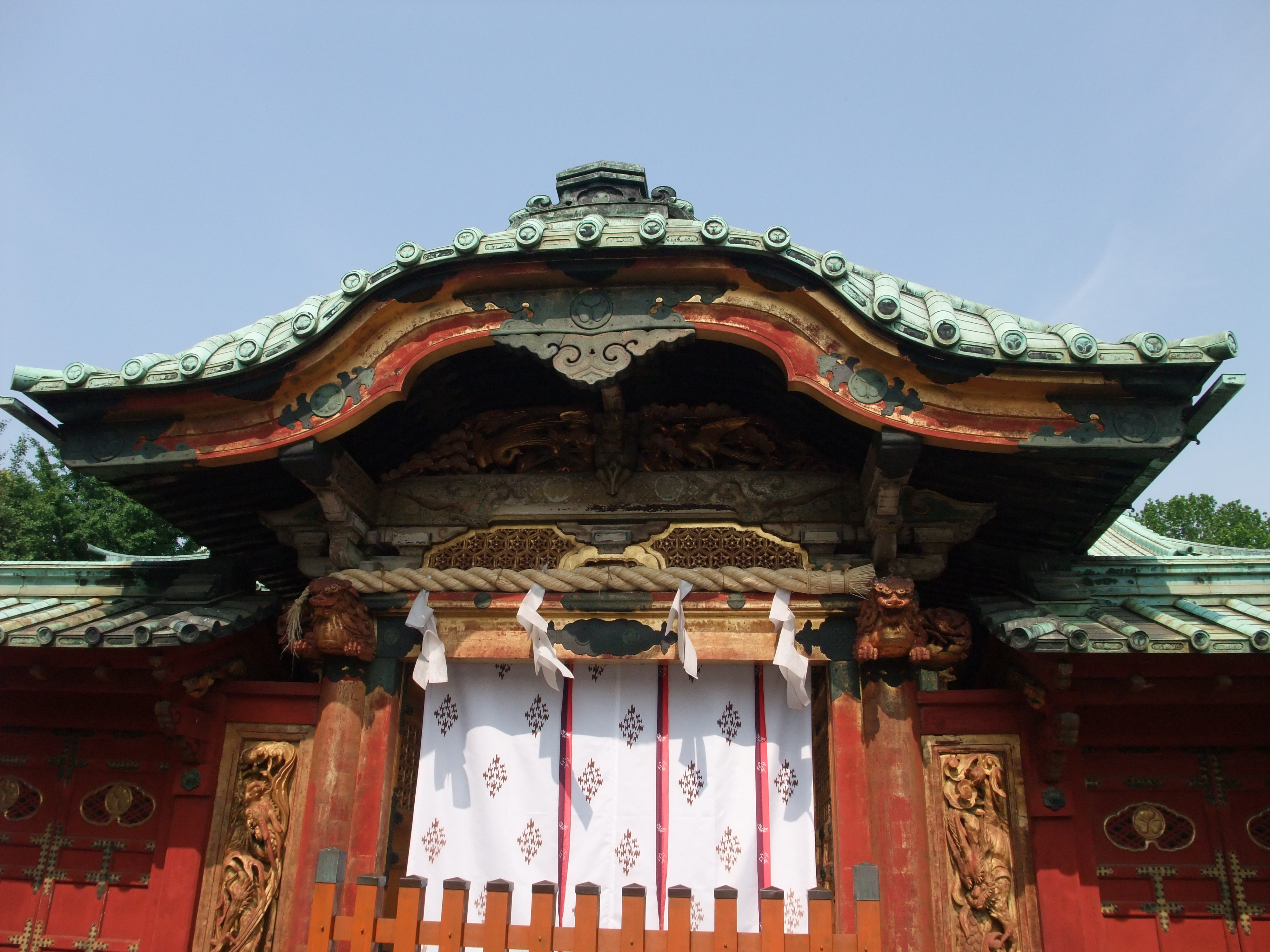
Le karamon, en 2008, avant sa restauration.

Les piliers de la porte sont décorés de deux dragons sculptés. Ils sont connus sous le nom de Noboriryu (dragon ascendant) et Kudariryu (dragon descendant) et, selon la légende, chaque nuit, les deux dragons se rendent à l'étang de Shinobazu voisin pour boire de son eau. Les sculptures y sont attribuées à l'artiste peut-être fictif Hidari Jingorō (左 甚五郎). Jingorō est également crédité d'une partie de la décoration du célèbre Nikkō Tōshō-gū à Nikkō, dans la préfecture de Tochigi.
En plus de la feuille d'or, elle présente plusieurs décorations sculptées à la main, notamment des fleurs, des oiseaux et des dragons sur les deux côtés des portes. On dit que les sculptures sur la porte et sur le mur du sukibei représentent un total de plus de deux cents espèces de plantes et d'animaux.

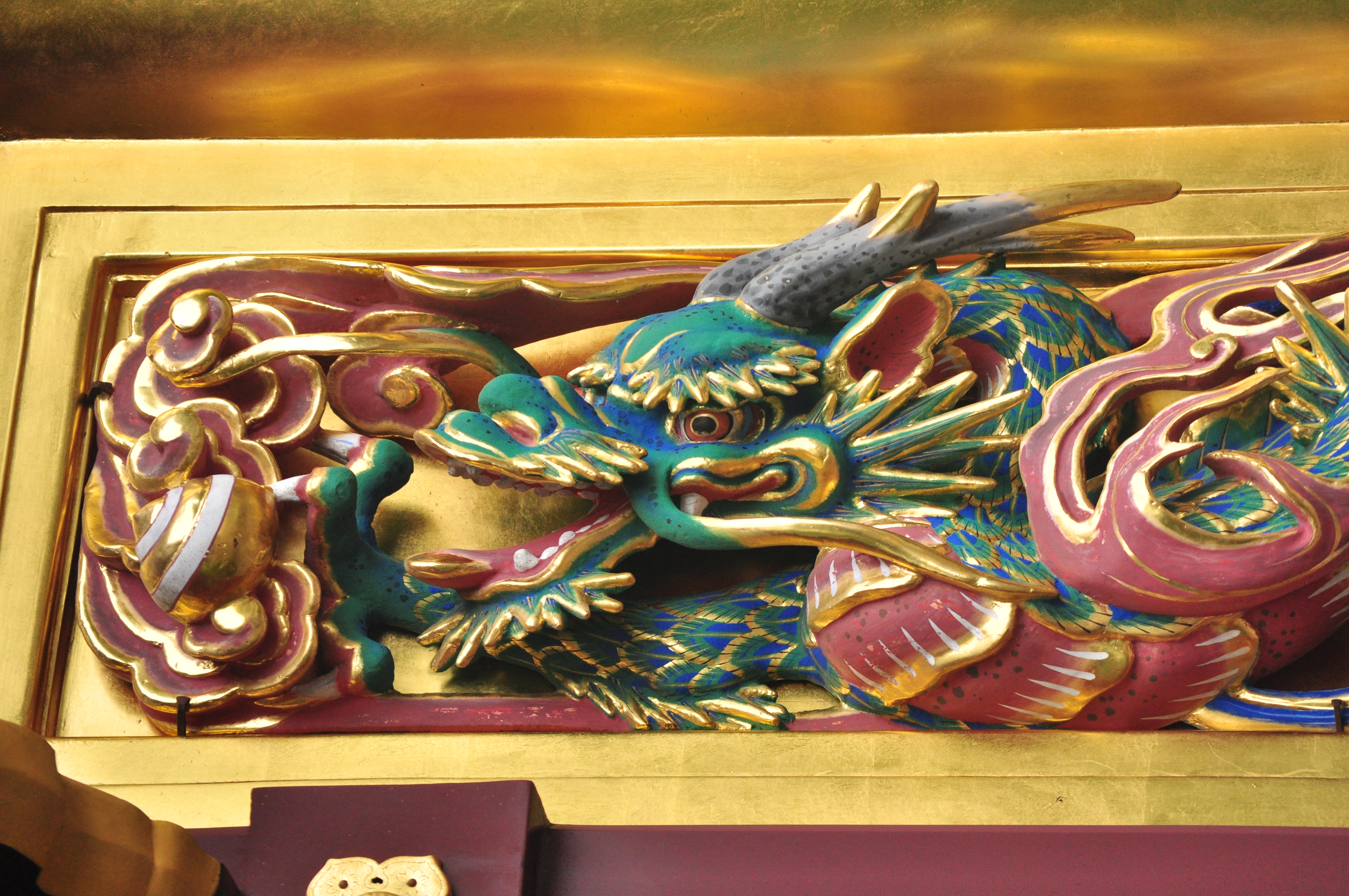
Détail d'une des sculptures de dragon.
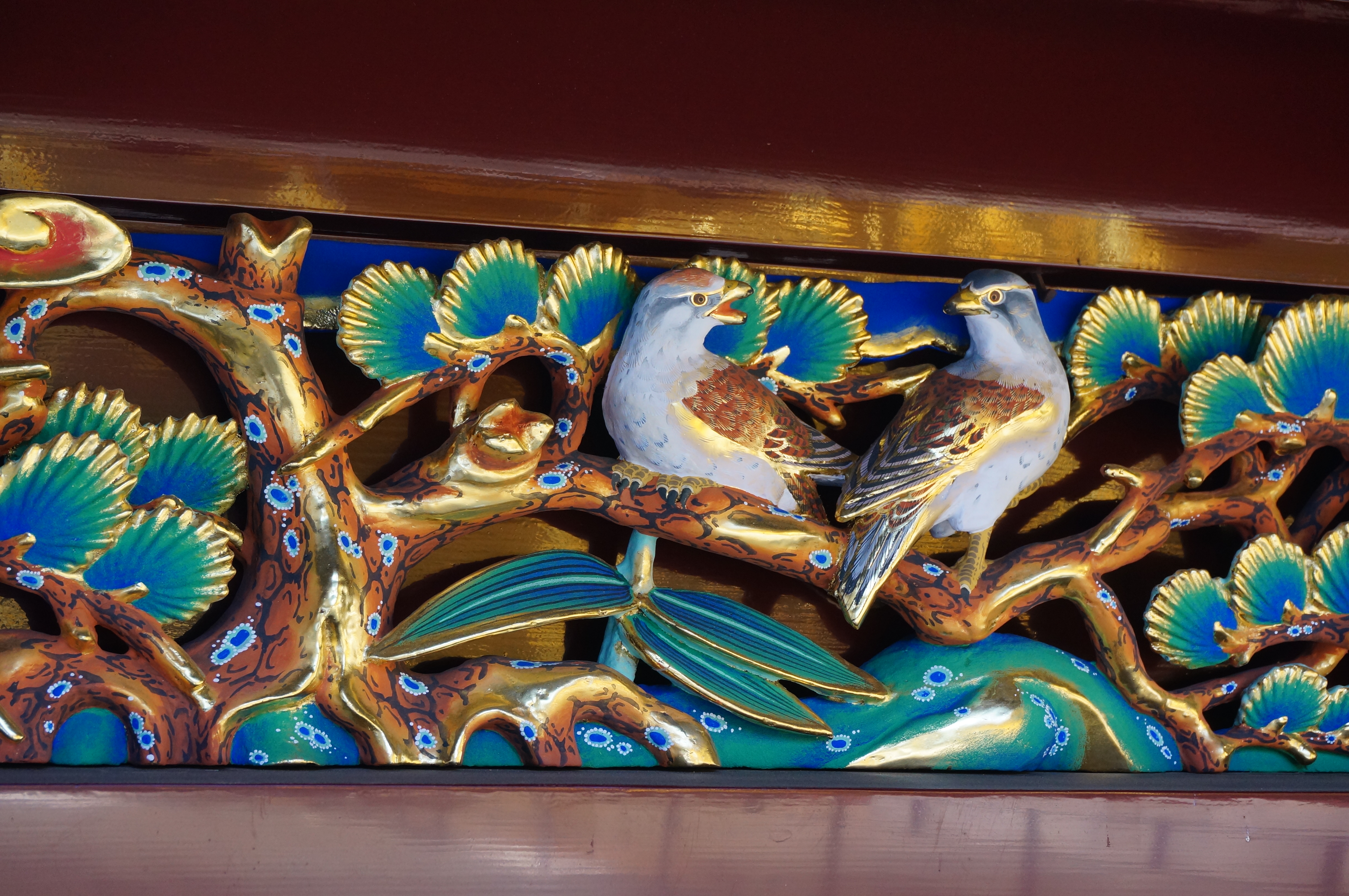
Détail d'une sculpture d'oiseau.
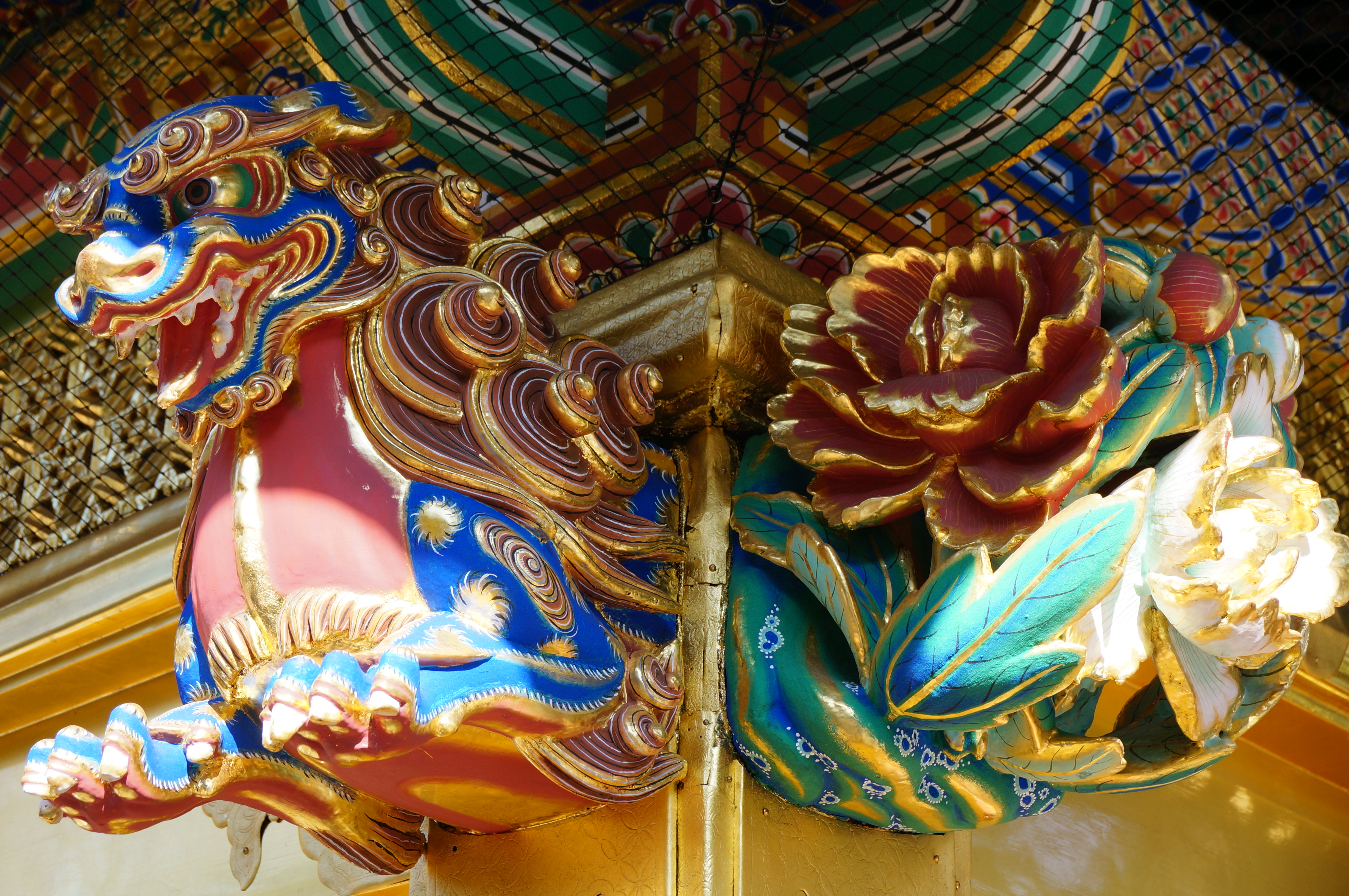
Détail des dragons sur l'un des piliers arrière.
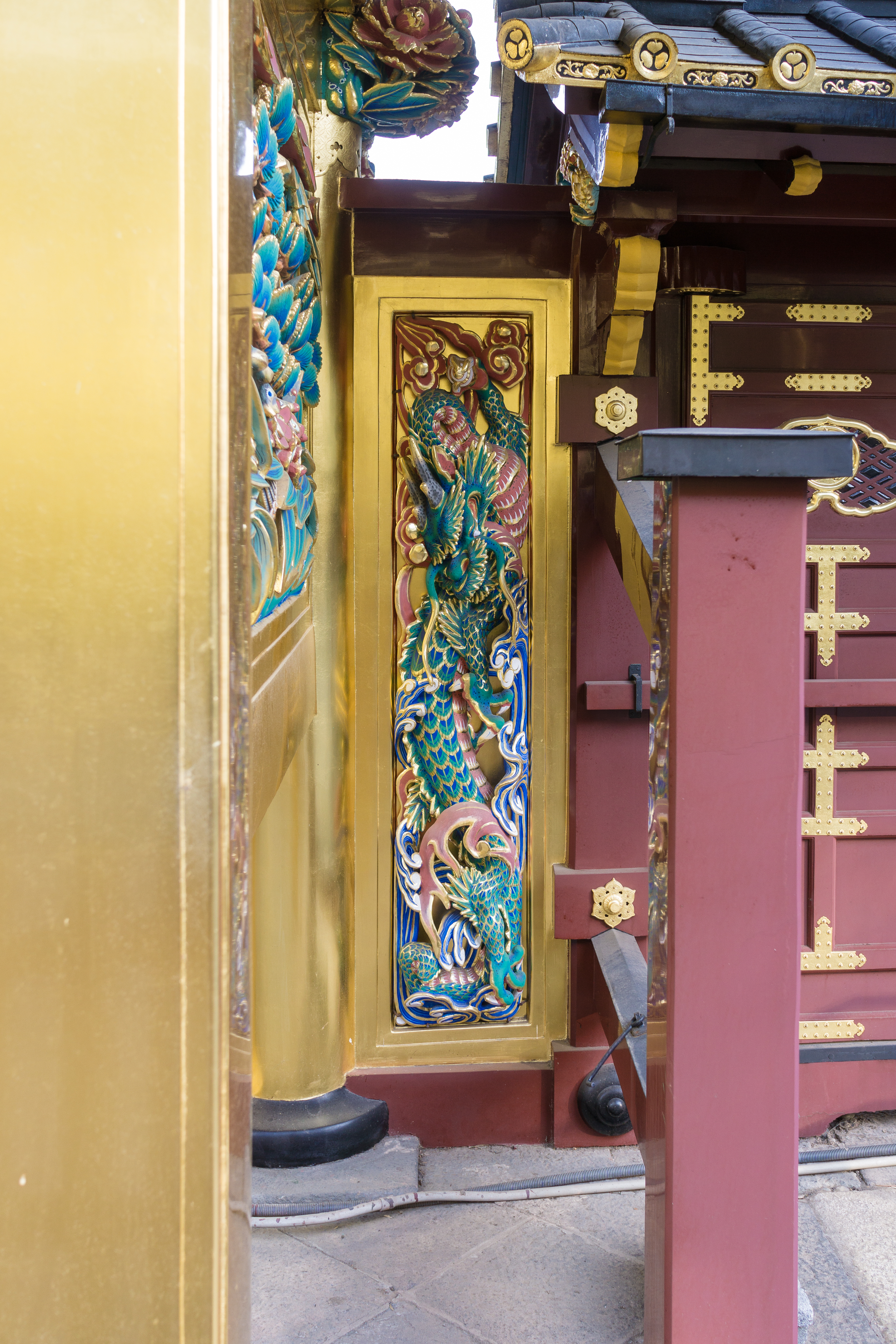
Sculpture de dragon sur l'arrière.

### Honden
Le bâtiment principal du sanctuaire est un honden (本殿, salle principale) de style Gongen-zukuri, une structure complexe de sanctuaire shinto dans laquelle le haiden, ou salle de culte, le heiden, ou salle d'offrande, et le honden, sont tous interconnectés sous le même toit.
L'ensemble du bâtiment date de 1651 et il est désigné comme un bien culturel important.

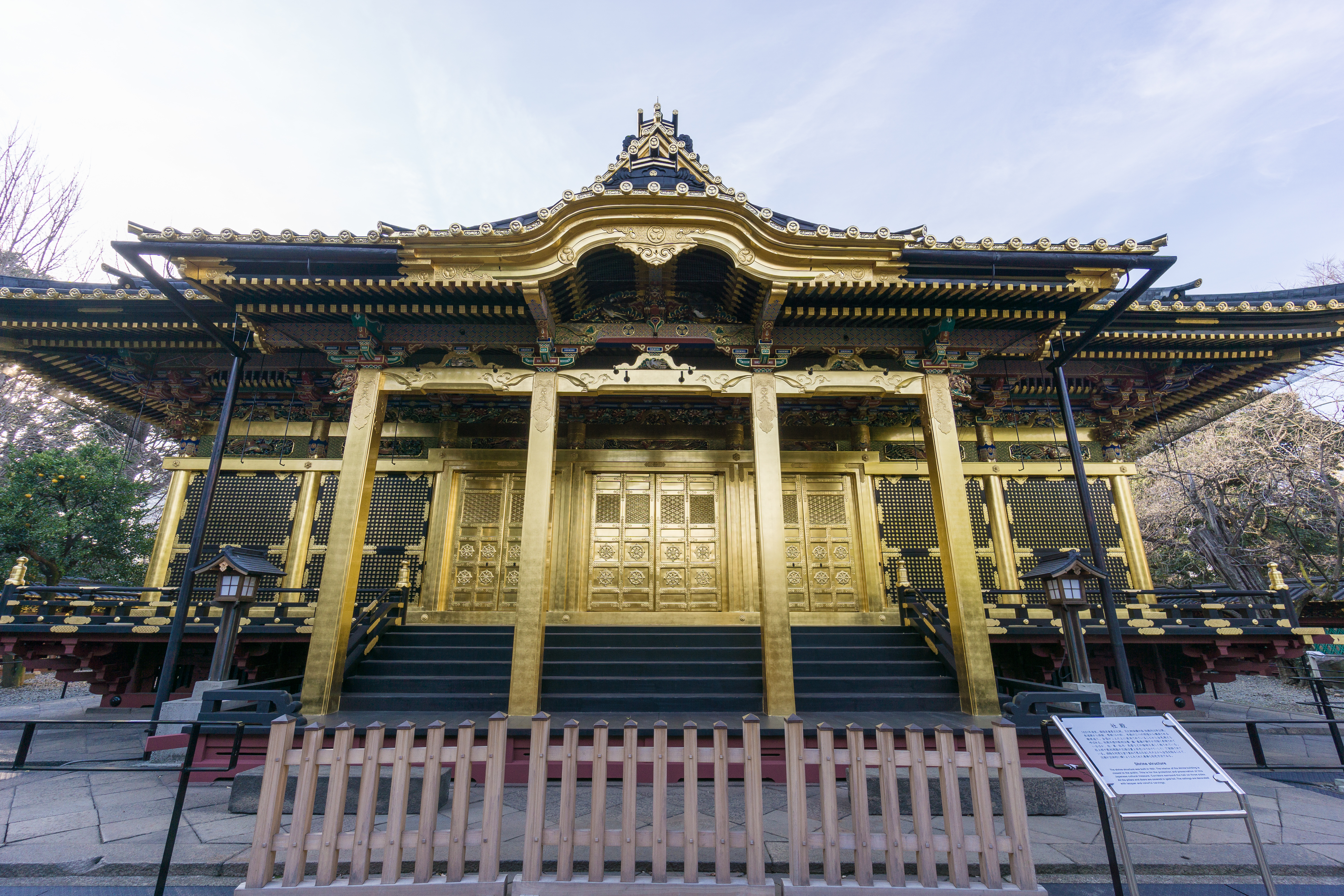
Façade du haiden.
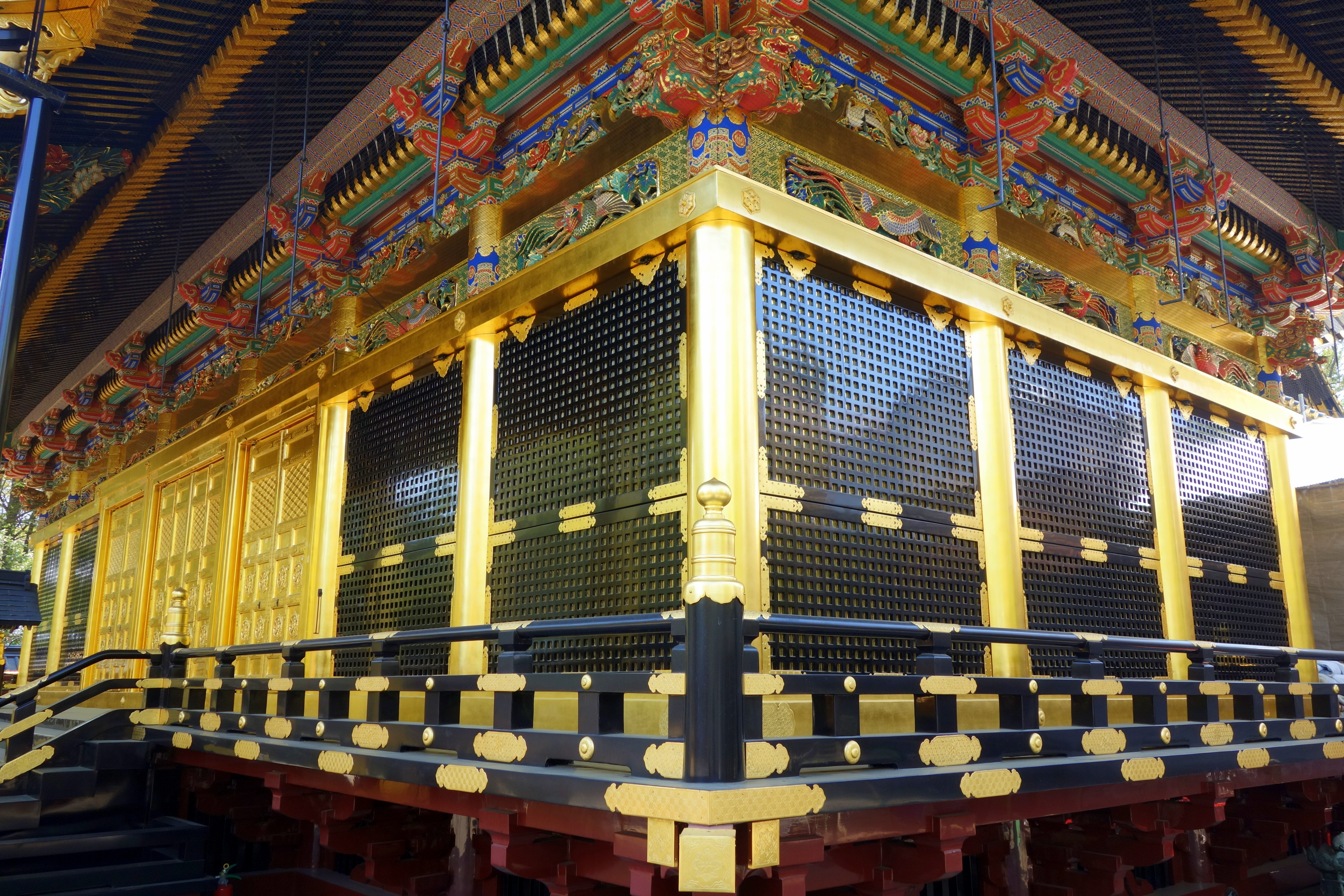
Détail du haiden.
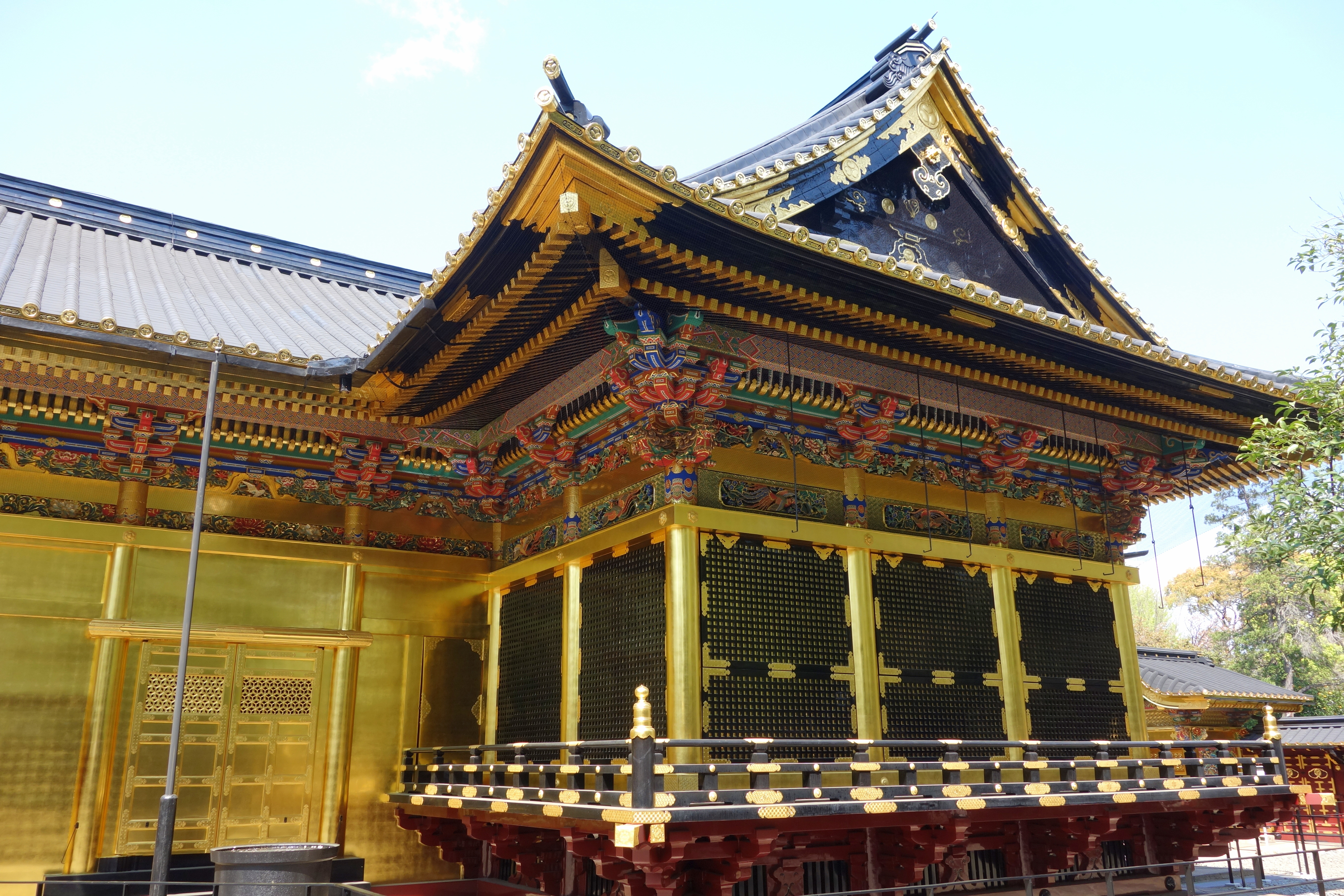
Vue latérale du haiden et du heiden.
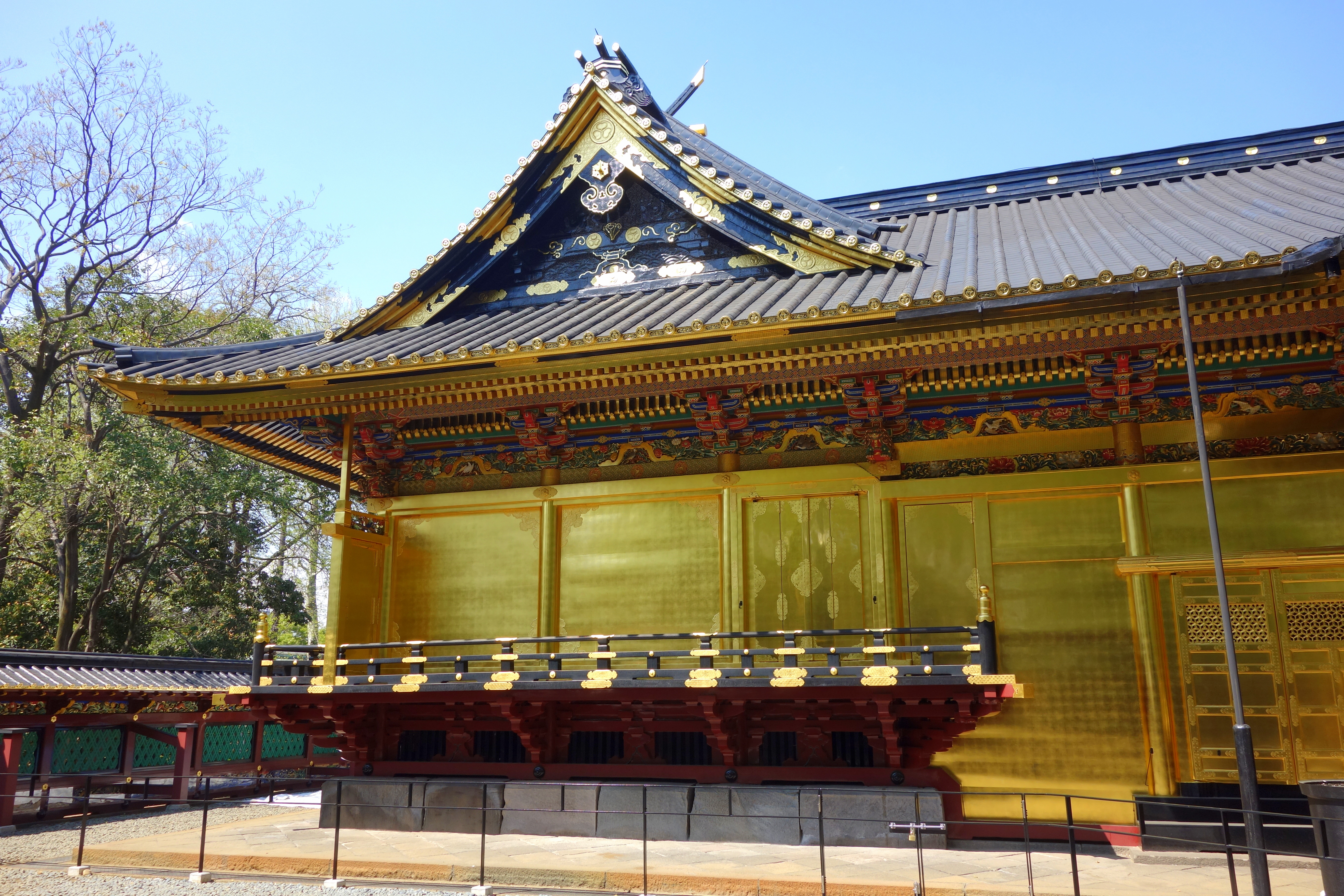
Vue latérale du honden.